# Copy Generation Management System
Das Copy Generation Management System (CGMS) ist ein Kopierschutzmechanismus u. a. für DVDs, der von einem Vertriebsstück nur eine Generation von Kopien zulässt. Für DAT-Technologie eingeführt, heißt das Verfahren dort SCMS. Die analoge Variante heißt CGMS-A.
Beim CGMS werden Zusatzinformationen auf dem Datenträger hinterlegt, aus denen hervorgeht, welche Teile des Inhalts des Datenträgers wie häufig kopiert werden dürfen. Voraussetzung für diesen Kopierschutz ist, dass die entsprechende Hardware CGMS unterstützt. Ist dies nicht der Fall, so werden die zusätzlichen Informationen ignoriert.